# Osor (Kroatië)
Osor (Italiaans: Ossero) is een dorp op het Kroatische eiland Cres. Osor ligt aan een smalle zeestraat, de Straat van Osor, die Cres van Lošinj scheidt. Deze zeestraat is feitelijk een kanaal, gegraven door de Romeinen om scheepvaartverkeer mogelijk te maken. Via een draaibrug kan men vanuit Osor Lošinj bereiken.

## Bekende inwoners
- Francesco Salata (1876-1944), historicus, politicus, diplomaat en schrijver.